# Глазгоу, Эллен
Эллен Андерсон Голсон Глазгоу (англ. Ellen Anderson Gholson Glasgow; 22 апреля 1873 — 21 ноября 1945) — американская писательница-романист, обладательница Пулитцеровской премии за лучший роман 1942 года. В своих романах описывала современный ей юг США.

## Биография
Родилась в семье, принадлежащей к элите города Ричмонда, штат Виргиния, однако её взросление отличалось от традиционного для женщины этого класса. Из-за слабого здоровья она обучалась на дому. Глубоко изучала философию, социальную и политическую теорию, континентальную европейскую и британскую литературу. На лето выезжала в семейную усадьбу Джердон-Касл в Бампасе, которую впоследствии изобразила в своих произведениях. Её отец, Фрэнсис Томас Глазгоу, был сыном Артура Глазгоу и Кэтрин Андерсон. Он вырос в графстве Рокбридж, в 1847 году окончил Вашингтонский колледж (в настоящее время — Университет Вашингтона и Ли).
Дядей Глазгоу по материнской линии был Джозеф Рид Андерсон, в 1836 году окончивший Вест-Пойнта с четвёртым результатом на курсе из 49 курсантов. 4 апреля 1848 года он приобрёл в Ричмонде металлургический завод. Когда новость об отделении южных штатов достигла Ричмонда, Андерсон незамедлительно присоединился к Северовирджинской армии, получив генеральский чин. Генерал Роберт Ли попросил его вернуться на завод для управления производством, от которого зависел успех боевых действий. Позже заводом Tredegar Iron Works руководил Фрэнсис Глазгоу. Эллен считала своего отца самодовольным и бессердечным. Однако некоторые из её наиболее привлекательных персонажей имеют те же шотландские кальвинистские корни, как и аналогичный «стальной дух пресвитерианства».

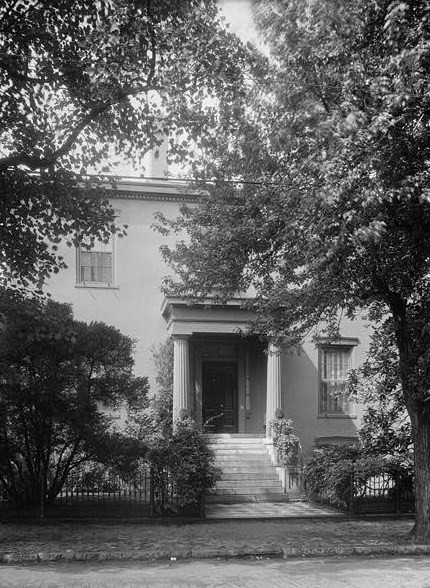
Дом Эллен Глазгоу в Ричмонде, штат Виргиния, где писательница жила с 13 лет.

Мать Эллен, Энн Джейн Голсон, родилась 9 декабря 1831 года в Нидеме, штат Виргиния, и умерла 27 октября 1893 года. Она была дочерью Уильяма Йейтса Голсона и Марты Энн Джейн Тейлор, внучкой конгрессмена Томаса Голсона-младшего и Энн Йейтс, потомком преподобного Уильяма Йейтс, первого президента Колледжа Вильгельма и Марии (1761—1764). Среди предков Голсон также был Уильям Рэндольф, видный колонист и владелец земель в Виргинии. Он и его жена, Мэри Ишам, именовались как Адам и Ева из Виргинии.
Энн Голсон сочеталась браком с Фрэнсисом Глазгоу 14 июля 1853 года. У них родилось десять детей. Энн Голсон была склонна к тому, что тогда называли «нервной инвалидностью»; некоторые объясняли это тем, что на её попечении находилось десять детей. Глазгоу также боролся с «нервной инвалидностью» на протяжении всей своей жизни.
Когда в США в начале 1900-х годов началась борьба женщин за избирательные права, Глазгоу присоединилась к движению и приняла участие в шествии весной 1909 года. Позже она выступила на первом митинге за избирательные права в Виргинии. Глазгоу считала, что движение возникло в неудачный для неё момент, поэтому вскоре интерес к нему у писательницы угас. Глазгоу сначала не выводила женские персонажи на главные роли в своих произведениях, но постепенно женщины стали героинями её романов. В более поздних работах есть героини, обладающие качествами женщин, вовлеченных в политическое движение.
Глазгоу умерла 21 ноября 1945 года. Похоронена в Ричмонде.

## Критика, достижения и наследие
В 1923 году обозреватель журнала Time характеризовал Глазгоу как типичную южанку, одновременно называя по-настоящему значимой фигурой американской литературы.
В 1942 году Глазгоу была удостоена Пулитцеровской премии в области литературы за роман «В этом наша жизнь». В том же году роман был экранизирован.
Архив Глазгоу находится в Виргинском университете.

## Избранная библиография

### Романы
- The Descendant (1897)
- Phases of an Inferior Planet (1898)
- The Voice of the People (1900)
- The Battle-Ground (1902)
- The Deliverance (1904)
- The Wheel of Life (1906)
- The Ancient Law (1908)[17]
- The Romance of a Plain Man (1909)
- The Miller of Old Church (1911)
- Virginia (1913)
- Life and Gabriella (1916)
- The Builders (1919)
- The Past (1920, часть сборника The Shadowy Third)
- One Man In His Time (1922)
- Barren Ground (1925)
- The Romantic Comedians (1926)
- They Stooped to Folly (1929)
- The Sheltered Life (1932)
- Vein of Iron (1935)
- В этом наша жизнь (1941)

### Сборники
- The Shadowy Third and Other Stories (1923)[18]
- The Collected Stories of Ellen Glasgow (1963, посмертное издание)[19]

### Автобиография
- The Woman Within (опубликована посмертно в 1954)